# Zhiying Zeng
Pour les articles homonymes, voir Zeng.
Zhiying Zeng, née le 17 juillet 1966 dans le Henan, est une pongiste chilienne d'origine chinoise.

## Biographie
Pendant sa jeunesse, Zhiying Zeng fait partie des meilleures joueuses de Chine. En raison d'un changement de règlement sur les revêtements de raquette, elle interrompt sa carrière et part vivre au Chili.
Lors de la pandémie de Covid-19, elle reprend sa pratique du tennis de table. En 2024, elle se qualifie aux Jeux olympiques d'été et représente le Chili. Elle est la deuxième joueuse la plus âgée du tournoi après Xialian Ni. Elle est éliminée au premier tour par Mariana Sahakian et vise une participation aux Jeux olympiques de 2028 pour faire tomber le record de longévité de Xia Lian Ni.